# Liste de scandales politiques en Corée du Sud
Cet article regroupe une liste de scandales politiques en Corée du Sud qui impliquent directement ou indirectement des membres du gouvernement ou des personnalités politiques de Corée du Sud, triés par mandats politiques du plus ancien au plus récent.

## Park Chung-hee(1962-1979)

### Koreagate(1976)

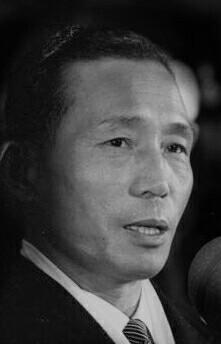
Park Chung Hee

Le Koreagate est le nom d'un scandale politique de trafic d'influence révélé en 1976. Il implique l'Agence Centrale de renseignement sud-coréen (KCIA), des personnalités politiques coréennes et plusieurs membres du Congrès américains. En 1971, le président Richard Nixon annonce son intention de retirer les troupes américaines de la Corée du Sud. Le président de la République de Corée, Park Chung-hee, est irrité par la décision de Nixon et estime qu'il est urgent d'obtenir un soutien pour préserver la présence militaire restante des États-Unis. En 1976, la KCIA dépense des millions de dollars pour financer un projet baptisé « Intrepid ». Le but de ce programme est à la fois de faire revenir le président Nixon sur sa décision et d'apaiser les tensions croissantes entre les deux pays. 
La KCIA use de pots-de-vin et accorde des faveurs à certains membres du congrès américains par l'intermédiaire de l'homme d'affaires coréen Tongsun Park (en) dans le but d'obtenir des faveurs et d'exercer une influence servant les objectifs sud-coréens.  
Le scandale éclate aux grands jours juste avant les élections de 1976, entrainant l'échec du programme Intrepid. Le nouveau président, Jimmy Carter, a fait campagne sur une promesse de retirer progressivement la division restante de la Corée du Sud, et la révélation du scandale a encore solidifié cette position. Comme promis, le président Carter commence à retirer ses troupes le 13 décembre 1977. En 1978, des enquêtes du Congrès révèle que 115 membres du parti démocrate sont impliqués dans le projet, y compris le Président de la Chambre, Tip O'Neill. Plusieurs membres ont par la suite démissionné ou ont été sanctionnés. 
Le président Carter a finalement revu la question des engagements des troupes américaines en Corée du Sud et, le 29 juin 1979, en a suspendu le retrait.

## Chun Doo-hwan(1980-1988)

### Scandale Lee–Chang (1982)
Le scandale Lee-Chang (Korean: 이철희 장영자 어음 사기 사건, Yi Chol-hui–Jang Yeong-ja eoeumsagi sageon) est un scandale financier sud-coréen qui s'est déroulé en 1982 sous la présidence de Chun Doo-hwan. Jang Yeong-ja est un opérateur de marché en bordure de rue[Quoi ?] qui accorde des prêts aux entreprises industrielles, exigeant des billets valant plusieurs fois la valeur du prêt, à condition que les billets ne soient pas revendus. De cette façon, en commençant par 7 millions de dollars économisés grâce aux pensions alimentaires de ses deux anciens maris, Jang a personnellement manipulé près de 1 milliard de dollars grâce à son réseau de prêts souterrains, soit 17 % de toute la masse monétaire sud-coréenne. Le réseau a été découvert lorsque l'une des entreprises, dont les billets Jang avait été revendus à prix réduit, s'est plainte auprès des autorités.
L'effondrement du réseau de prêts de Jang a provoqué la faillite de deux grandes entreprises industrielles, la démission et l'arrestation des directeurs des banques Chohung et Sanop, et le suicide d'un directeur de banque impliqué dans le scandale. Le scandale s'est répandu au fur et à mesure que l'implication de diverses personnalités politiques a émergé. Le mari de Jang, Lee Chol-hui, est un ancien directeur adjoint de la KCIA et un camarade de classe de Park Chung Hee. De plus, le beau-frère de Jang, Lee Gyu-gwang, est l'oncle du président Chun lui-même, et il a été considéré comme ayant joué un rôle clé dans la réalisation de la fraude. Onze membres du cabinet ont démissionné et quatre autres ont été remplacés.

## Roh Moo-hyun(2004-2008)

### Scandale X-file (2005)
Le scandale X-file est un scandale politique sud-coréen de 2005. Le scandale tourne autour du dévoilement de conversations d'écoutes téléphoniques par les médias. La plupart des conversations ont été menées par des politiciens conservateurs du Parti de la liberté de Corée organisant des pots-de-vin lors de l'élection présidentielle sud-coréenne de 1997. Les enregistrements ont été faits illégalement. Le scandale ne s’arrête pas là, les autorités examinant aussi le rôle général du Service national de renseignement (NIS) dans les affaires politiques et personnelles. 
En juillet 2005, la police sud-coréenne fait irruption dans la maison de Kong Un-young, un agent des services de renseignements du NIS, en récupérant 274 cassettes. Kong tente de se suicider, mais ne réussit pas. En raison de cette preuve de participation du NIS, certains dirigeants du Parti de la liberté affirment que l'administration de Roh Moo-hyun doit être au courant des écoutes téléphoniques. Cependant, les membres du parti pro-gouvernemental Uri accusent les dirigeants du GNP d'en être également conscients.

## Lee Myung-bak(2008-2013)

### Corruption durant la convention du Grand Parti National (2008)
L'affaire de corruption lors de la convention du Grand Parti National est un scandale politique d'ampleur qui a engendré le départ du porte-parole de l'Assemblée nationale coréen Park Hee-tae. Un député du parti Saenuri, Koh Seung-duk, a en effet révélé au début du mois de janvier 2008 qu'il a reçu une enveloppe de trois millions de wons de la part de l'équipe de Park Hee-tae, transaction confirmée par l'ex-assistant de ce dernier. Cette affaire a affecté à la fois le gouvernement de Lee Myung-bak et la performance du Grand Parti national.

### Manipulation de l'opinion publique par le Service national de renseignement pendant l'élection présidentielle sud-coréenne de 2012
Lors de l'élection présidentielle sud-coréenne de 2012, le Service national de renseignement coréen a été accusé de vouloir influencer l'opinion publique pour faire élire Park Geun-hye. Le NIS a alors employé des experts en guerre psychologique et mené une campagne agressive sur Internet pour discréditer l'adversaire libéral Moon Jae-in et convaincre les électeurs encore indécis. Après les élections, la police sud-coréenne a déclaré qu'un agent du Service de renseignement national coréen, Kim Ha Young, avait publié des articles sur des sujets politiquement sensibles sur le site Internet Todayhumor. Il a ensuite été reconnu que le NIS a été impliqué non seulement dans des publicités politiques diffusés dans les journaux par des groupes conservateurs, mais également dans l'organisation de manifestation et la distribution de brochures. Le chef du service de renseignement national sud-coréen Won Sei-hoon a été poursuivi pour s'être ingéré dans les élections.

## Park Geun-hye(2013-2017)

### Naufrage duSewol(2014)
En 2014, le bateau Sewol fait naufrage avec à son bord 476 passagers. 304 personnes périssent, dont de jeunes lycéens de l'école secondaire Danwon (Ansan) partis en voyage scolaire. Les causes du drame sont multiples : le navire était surchargé et insuffisamment lesté, des travaux illégaux d’agrandissement du nombre de cabines a rendu le navire instable et l'équipage était mal formé et incompétent. Ces derniers, face au fort courant, ont viré de bord trop rapidement et ont fait chaviré le navire. De plus, ces derniers ont ordonné aux passagers de ne pas bouger pendant que le bateau coulait et ont abandonné le bateau. De nombreuses critiques ont été adressés au gouvernement coréen, accusé de mauvaise gestion des conséquences de la catastrophe, de réponse inadéquate et de minimisation de sa responsabilité. Le premier ministre Chung Hong-won a par la suite présenté sa démission 11 jours après le drame.

### Scandale Choi Soon-silet destitution de Park Geun-hye (2016)
Le scandale Choi Soon-sil, aussi appelé Choigate ou Choïgate, est un scandale politique d'envergure ayant eu lieu à la fin de l'année 2016 et impliquant Choi Soon-sil, femme d'affaires sud-coréenne et confidente de la présidente Park Geun-hye. Cette affaire a débouché sur un processus de destitution de la présidente Park pour cause d'abus de pouvoir. En effet, grâce à ses liens étroits avec la présidente, Choi a eu accès à des documents confidentiels, s'est impliquée dans diverses affaires d'État et a fait pression sur différents chaebols (entreprises nationales) avec l'aide de cadres de Park et leur a soutiré 77,4 milliards de wons (60 millions de dollars) pour son usage personnel. Le 13 février 2018, Choi est condamnée à vingt ans de prison. Le 6 avril 2018, la présidente est reconnue coupable d’abus de pouvoir, de corruption et de coercition et condamnée à 24 ans de prison,.

### Scandale de laliste noire

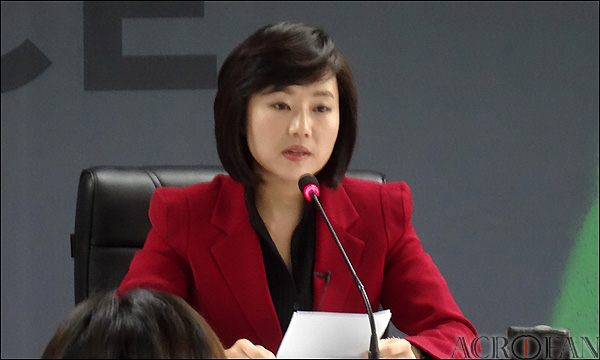
Cho Yoon-Sun

Sous le mandat Park Geun-hye, une liste noire rassemblant 9 473 artistes jugés critiques à l'égard du gouvernement avait été établie par le ministère coréen de la Culture, du Sport et du Tourisme afin qu'ils soient exclus des subventions publiques et ne puissent participer à l'année croisée France-Corée en 2015-2016 destinée à célébrer les 130 ans des relations entre les deux pays. Ce document comportait quatre catégories : groupe ayant participé à une déclaration appelant à annuler le décret du gouvernement sur le Sewol, groupe ayant dénoncé la gestion du gouvernement lors du naufrage du Sewol, groupe ayant soutenu le candidat Moon Jae-in et groupe ayant soutenu le candidat Park Won-soon. La ministre de la Culture Cho Yoon-sun a été condamnée à deux ans de prison pour son rôle dans l'établissement de cette liste noire,.